# Selección de fútbol de las Islas Juan Fernández
La selección de fútbol de las islas Juan Fernández es el equipo representativo de ese territorio en las competiciones oficiales. No pertenece a la Federación Internacional de Fútbol Asociación (FIFA), ni a la Confederación Sudamericana de Fútbol (Conmebol), pero desde 2010, está reconocida y afiliada por el Consejo Sudamericano de Nuevas Federaciones (Cosanff).
Producto a esa afiliación, la «Liga de fútbol de Juan Fernández» puede disputar más partidos de ese deporte y obtener ayudas y beneficios para el desarrollo del mismo. A la fecha, solo ha disputado cuatro partidos oficiales, dos contra selección de Rapa Nui y dos contra la selección del pueblo Aimaras. Asimismo, obtuvo la Copa CSANF de la edición 2011, tras empatar por el marcador de 1:1 con la selección Aimara y, tras empatar también en la prórroga, vencer en los penales por 4-3.
En 2024, el equipo fue invitado por la Asociación Nacional de Fútbol Profesional de Chile (ANFP) para participar en la Copa Chile de ese año, un torneo de clubes en los que compiten desde la Primera División hasta la Tercera B del país. Por dicho motivo, disputaron el partido inaugural del torneo ante Santiago Wanderers, club profesional representante de la ciudad de Valparaíso, obteniendo un marcador en contra de 1-2. El partido fue transmitido a todo el país a través del canal de pago TNT Sports, siendo el primer y, hasta la fecha, único partido de la selección transmitido por televisión.

## Partidos
| Fecha                    | Local             | Competición     |                      | Rival              | Marcador       |
| ------------------------ | ----------------- | --------------- | -------------------- | ------------------ | -------------- |
| 15 de junio de 1996      | Isla de Pascua    | Amistoso        | Islas Juan Fernández | Rapa Nui           | 3:5            |
| 28 de septiembre de 2000 | Isla de Pascua    | Amistoso        | Islas Juan Fernández | Rapa Nui           | 0:16           |
| 6 de junio de 2010       | Arica             | Amistoso        | Islas Juan Fernández | Aimara             | 2:0            |
| 28 de enero de 2011      | San Juan Bautista | Copa CSANF 2011 | Islas Juan Fernández | Aimara             | 1:1 (4:3 pen.) |
| 27 de abril de 2024      | San Juan Bautista | Copa Chile 2024 | Islas Juan Fernández | Santiago Wanderers | 1:2            |

## Jugadores
Nómina para el partido ante Santiago Wanderers, disputado el 27 de abril de 2024.
| N.° | Nombre             | Pos.           |
| --- | ------------------ | -------------- |
| 13  | Aldo Recabarren    | Guardameta     |
| 25  | Héctor Melo        | Guardameta     |
| 5   | Ángelo Contreras   | Defensa        |
| 17  | Pierángelo Arrué   | Defensa        |
| 20  | Io Teao            | Defensa        |
| 31  | Henry López        | Defensa        |
| 67  | Samuel López       | Defensa        |
| 75  | Carlos González    | Defensa        |
| 10  | Osvaldo Salas      | Centrocampista |
| 11  | Fabián García      | Centrocampista |
| 21  | Mariano Capdevila  | Centrocampista |
| 23  | Marco Pérez        | Centrocampista |
| 26  | Joaquín Recabarren | Centrocampista |
| 28  | Iuliano Galassi    | Centrocampista |
| 85  | Ramón Salas        | Centrocampista |
| -   | Luis Balbontín     | Centrocampista |
| -   | Cristoffer Pérez   | Centrocampista |
| 9   | Pedro Calderón     | Delantero      |
| 14  | Hernán Retamales   | Delantero      |
| 18  | Frederick Rojas    | Delantero      |
| -   | Freddy Arredondo   | Delantero      |

## Palmarés
- Copa CSANF: (2011)

## Estadísticas

### Copa CSANF
| Año   | Ronda        | Posición     | PJ           | PG           | PE           | PP           | GF           | GC           |
| ----- | ------------ | ------------ | ------------ | ------------ | ------------ | ------------ | ------------ | ------------ |
| 2011  | Campeón      | 1°           | 1            | 0            | 1            | 0            | 1            | 1            |
| 2014  | No participó | No participó | No participó | No participó | No participó | No participó | No participó | No participó |
| 2017  | No participó | No participó | No participó | No participó | No participó | No participó | No participó | No participó |
| Total | 1/3          | 2°           | 1            | 0            | 1            | 0            | 1            | 1            |